# Vozneseni
Vozneseni è un comune della Moldavia situato nel distretto di Leova di 1.396 abitanti al censimento del 2004

## Località
Il comune è formato dall'insieme delle seguenti località (popolazione 2004)
- Vozneseni (705 abitanti)
- Troian (324 abitanti)
- Troiţa (367 abitanti)